# Barcie (województwo zachodniopomorskie)
Barcie – osada leśna w Polsce położona w województwie zachodniopomorskim, w powiecie gryfińskim, w gminie Cedynia. Miejscowość wchodzi w skład sołectwa Piasek. 
W latach 1975–1998 miejscowość administracyjnie należała do województwa szczecińskiego.
W pobliżu osady znajduje się rezerwat przyrody Dolina Świergotki.